# 락랑거리
락랑거리(樂浪거리, 표준어: 낙랑거리, Rangnang Street), 옛 이름 통일거리(統一거리, Unification Street)는 조선민주주의인민공화국의 수도 평양직할시 락랑구역에 있는 도로이다. 1980년대 말에 락랑구역에 건설된 신시가지이며 1993년 7월에 새롭게 완공되었다. 락랑거리 운동장에서 청년거리까지 연결되어 있는 구간이다. 평양 내 큰 규모 장마당 중 하나인 락랑시장(옛 이름 통일시장)이 이 근처에 있다. 락랑거리에서 평양개성고속도로와 평양원산관광도로가 연결된다.
1989년 12월에 김일성 당시 조선민주주의인민공화국 주석의 아들인 김정일 당시 조선로동당 조직지도부장이 평양시 락랑구역에 평양에서 열린 제13차 세계청년학생축전을 기념하기 위한 신시가지를 조성할 것을 지시했으며 1990년부터 살림집 건설 사업이 진행되었다. 원래는 락랑거리라는 이름으로 건설할 계획이었는데 1990년 6월에 남북통일을 염원하는 의미를 담은 통일거리로 이름을 바꿨다. 1992년 10월에는 김일성 주석의 80번째 생일을 맞아 20,000세대에 달하는 아파트와 부대 시설이 건설되었고 이듬 해인 1993년 7월에는 16,000세대에 달하는 아파트가 추가 건설되었다. 2001년 8월 14일에는 이 거리 입구에 조국통일3대헌장기념탑이 건립되었다.
2024년에 김정은 조선민주주의인민공화국 국무위원장이 대한민국을 적대적 교전 국가로 규정하고 통일 정책을 폐기할 것을 지시하면서 거리 입구에 있던 조국통일3대헌장기념탑이 철거되었다. 이에 따라 거리 이름도 락랑거리로 이름을 바꿨다.

## 같이 보기
- 남북통일
- 통일로